# Сага (приток Печоры)
Сага — река в России, течёт по территории Троицко-Печорского района Республики Коми. Устье реки находится в 1727 км по левому берегу Печоры на высоте 189 м над уровнем моря. Длина реки составляет 18 км. Площадь водосборного бассейна — 82 км².

## Данные водного реестра
По данным государственного водного реестра России относится к Двинско-Печорскому бассейновому округу, водохозяйственный участок реки — Печора от истока до водомерного поста у посёлка Шердино, речной подбассейн реки — Бассейны притоков Печоры до впадения Усы. Речной бассейн реки — Печора.
Код объекта в государственном водном реестре — 03050100112103000057405.